# Macrorhynchia phoenicea
Macrorhynchia phoenicea is een hydroïdpoliep uit de familie Aglaopheniidae. De poliep komt uit het geslacht Macrorhynchia. Macrorhynchia phoenicea werd in 1852 voor het eerst wetenschappelijk beschreven door Busk. 